# Smaragdové oči
Smaragdové oči je název knihy, kterou napsal Daniel „Steel“ Kvasnica ve spolupráci s frontmanem slovenské kapely Horkýže Slíže Peterem Hrivňákem. Kniha obsahuje CD s fotogalerií a nevydanou písní „Blues starej ubytovne“, na které se podílel i tourmanažer Sex Pistols Neil Stewart McLaren (kytara, zpěv). Kniha byla vydána 10. prosince 2008.
Kniha měla být původně scénář k filmu. Nakonec z něho sešlo, protože se členové kapely obávali, že žádný režisér nebo producent na tom nebude chtít spolupracovat, ale ukradne jim nápady. Proto zůstali u knihy.
Příběh vypráví o fiktivní nitranské kapele Smaragdové oči, která se omylem dostala do kontaktu s místním podsvětím, a o jejich fanouškovi Martinovi. Příběh je inspirován skutečnými událostmi.
Podobnost skupiny Smaragdové oči s reálnou kapelou Horkýže Slíže Kuko popisuje slovy: „Osudy ani ne, spíše duše je společná. Dialogy Smaragdových očí vyšly z úst Horkýže Slíže. Používají starou zelenou Volhu, jako používali Horkýže Slíže a hrají stejnou muziku. Charakteristika členů je identická tak na 50%.“.